# Fundacja Przestrzeń Kobiet
Fundacja Przestrzeń Kobiet – organizacja pozarządowa działająca na rzecz równości kobiet i mężczyzn, przeciwdziałająca dyskryminacji kobiet oraz upowszechniająca wiedzę o historii kobiet. Fundacja powstała w 2006 roku jako grupa nieformalna z inicjatywy Ewy Furgał i Natalii Saraty, w roku 2007 została zarejestrowana jako organizacja pozarządowa. Siedziba Fundacji znajduje się w Szczawnicy, biuro mieści się w Krakowie. 

## Lata 2007–2010
W ramach programu „Kobiety i Rozwój” fundacja organizowała szkolenia dla kobiet mieszkających na terenach wiejskich, trzykrotnie zorganizowała Ogólnopolską Konferencję „Kobiety i Rozwój” (w latach 2007, 2008 i 2010), wydała broszurę „Kobiety i Rozwój. Poradnik dla kobiet działających na rzecz rozwoju społeczności lokalnych” oraz publikację „Kobiety i Rozwój. Kronika aktywności kobiet na terenach wiejskich”.
W roku 2009 fundacja w ramach programu „Instytut Liderek” organizowała kursy, spotkania, debaty dla działaczek społecznych i politycznych z trzech województw: śląskiego, małopolskiego i podkarpackiego.
W latach 2008–2010 w ramach programu „Edukacja antydyskryminacyjna” fundacja prowadziła projekt „Gender w edukacji rozwojowej. Czy równość płci jest niezbędna do rozwoju?”, przetłumaczona i wydana została publikacja autorstwa Rose Chege „Gender mainstreaming w projektach rozwojowych. Niezbędnik trenerski” (tytuł oryg. A Curriculum for the Training of Trainers in Gender Mainstreaming).

## Lata 2011–2017
W ramach programu „Herstoria” fundacja prowadzi działania edukacyjne związane z dorobkiem i dziedzictwem kobiet, między innymi od 2008 roku realizuje projekt Krakowski Szlak Kobiet, mający na celu przypomnienie historii krakowskich emancypantek i innych wybitnych kobiet związanych z Krakowem. Wydanych zostało 5 tomów publikacji „Krakowski Szlak Kobiet. Przewodniczka po Krakowie emancypantek” (2009–2013), kalendarze osobiste na lata 2012, 2013 i 2014 „Historia kobiet”, stworzono grę planszową „Krakowski Szlak Kobiet”, organizowane są spacery trasami Krakowskiego Szlaku Kobiet (śladami emancypantek, Żydówek, wybitnych krakowianek, krakowskich sióstr Virginii Woolf). W 2017 roku uruchomiono aplikację mobilną Krakowski Szlak Kobiet.
W 2014 roku fundacja powołała Sieć Herstoryczną – ogólnopolską sieć inicjatyw realizowanych w obszarze historii kobiet w większych i mniejszych miejscowościach w Polsce przez organizacje pozarządowe i grupy nieformalne oraz niezależne badaczki. W latach 2014–2016 fundacja prowadziła projekt „Historia kobiet narzędziem przeciwdziałania dyskryminacji”, w ramach którego między innymi uruchomiono Archiwum Historii Kobiet, wydano książki „Szlaki kobiet. Przewodniczka po Polsce emancypantek”, "Herstoryczki" i Terminarz Herstoryczny 2016.
W ramach ścieżek programowych „Kobiety LBT” oraz „Skrzyżowania” fundacja podejmuje działania antydyskryminacyjne ze względu na płeć, orientację seksualną oraz miejsce pochodzenia i zamieszkania (wieś). Zrealizowała badania i wydała raporty: „Niewidoczne (dla) społeczności. Sytuacja lesbijek i kobiet biseksualnych mieszkających na terenach wiejskich i w małych miastach w Polsce” (2011–2012), „Spoza centrum widać więcej – przeciwdziałanie dyskryminacji krzyżowej” (2014–2015) oraz „O wsi bez uprzedzeń” (2015–2016).

## Nagrody i wyróżnienia
W 2011 roku Krakowski Szlak Kobiet wygrał w plebiscycie krakowskiej "Gazety Wyborczej" Kulturalne Odloty w kategorii Wydarzenie Roku 2010.
W 2012 roku Ewa Furgał i Natalia Sarata otrzymały Nagrodę Fundacji Polcul za założenie i prowadzenie Fundacji Przestrzeń Kobiet. Fundacja Polcul przyznaje nagrody za działalność obywatelską.
W 2016 roku "Szlaki kobiet. Przewodniczka po Polsce emancypantek" pod red. Ewy Furgał zostały nominowane w konkursie na Genderową Książkę Roku 2015 organizowanym przez Polskie Towarzystwo Genderowe.